# Nuova linea Meitetsu Chita
La nuova linea Meitetsu Chita (名鉄知多新線?, Meitetsu Chita-shinsen) è una ferrovia suburbana a scartamento ridotto che unisce le cittadine di Taketoyo e Minamichita della prefettura di Aichi, in Giappone. La linea, di 13,9 km è elettrificata e interamente a binario singolo.
La linea lungo il percorso presenta diversi brevi tunnel (7 in totale), e sebbene sia a binario singolo, l'infrastruttura è predisposta per un futuribile raddoppio qualora ve ne sia richiesta.

## Servizi
Sulla linea circolano, oltre ai treni locali, alcuni tipi di espressi e rapidi provenienti dalla linea Meitetsu Kōwa, ma sulla nuova linea Chita fermano in tutte le stazioni.
Le abbreviazioni sono a fini pratici per la lettura della tabella sottostante:
L: Locale (普通?, Futsū)
EX: Espresso (急行?, Kyūkō)
ER: Espresso Rapido (快速急行?, Kaisoku Kyūkō)
EL: Espresso Limitato (特急?, Tokkyū)

## Stazioni
- Tutte le stazioni si trovano nella prefettura di Aichi.
- Alcuni treni cambiano tipologia durante il percorso
- I treni locali fermano in tutte le stazioni

Legenda
●: tutti i treni fermano; ｜: Tutti i treni passano
Binari ｜: binario singolo; ∨,◇ e ∧: incrocio dei treni possibile
| Stazione             | Giapponese   | Distanza interst. | Distanza totale | EX | ER | EL | Collegamenti        | Binari | Posizione                   |
| -------------------- | ------------ | ----------------- | --------------- | -- | -- | -- | ------------------- | ------ | --------------------------- |
| Fuki                 | 富貴         | -                 | 0.0             | ●  | ●  | ●  | Linea Meitetsu Kōwa | ∨      | Taketoyo Distretto di Chita |
| Semaforo di Bessōike | 別曽池信号場 | 3.0               | 3.0             | ｜ | ｜ | ｜ |                     | ◇      | Taketoyo Distretto di Chita |
| Kaminoma             | 上野間       | 2.8               | 5.8             | ●  | ●  | ●  |                     | ◇      | Mihama (Aichi) Chita        |
| Mihama Ryokuen       | 美浜緑苑     | 0.9               | 6.7             | ●  | ●  | ●  |                     | ｜     | Mihama (Aichi) Chita        |
| Chita-Okuda          | 知多奥田     | 1.4               | 8.1             | ●  | ●  | ●  |                     | ◇      | Mihama (Aichi) Chita        |
| Noma                 | 野間         | 1.7               | 9.8             | ●  | ●  | ●  |                     | ◇      | Mihama (Aichi) Chita        |
| Utsumi               | 内海         | 4.1               | 13.9            | ●  | ●  | ●  |                     | ∧      | Minamichita Chita           |